# Xanthodaphne maoria
Xanthodaphne maoria is een slakkensoort uit de familie van de Raphitomidae. De wetenschappelijke naam van de soort is voor het eerst geldig gepubliceerd in 1956 door Dell.